# Rawlins (Wyoming)
Pour les articles homonymes, voir Rawlins.
La ville de Rawlins est le siège du comté de Carbon, dans l’État du Wyoming, aux États-Unis. Lors du recensement de 2010, sa population s’élevait à 9 259 habitants.
Rawlins était historiquement une importante gare de passagers et de marchandises le long de la route du chemin de fer transcontinental. L'une des attractions les plus remarquables de Rawlins comprend la prison frontière du Wyoming.

## Géographie
Rawlins a une superficie de 19,2 km2. Elle est située à une altitude de 2 073 m.

## Patrimoine
- Église Saint-Joseph de Rawlins

## Démographie
Au dernier recensement, il y avait 8 538 habitants, 3 320 habitations et 2 237 familles qui résidaient dans la ville. La densité de population était de 445,5 hab./km2.
Dans la ville, 26 % des gens avaient moins de 18 ans, 10,1 % avaient de 18 à 24 ans, 29,4 % avaient de 25 à 44 ans, 24,2 % avaient de 45 à 64 ans, et 10,3 % plus de 65 ans. La moyenne d'âge était de 36 ans.

## Culture locale et patrimoine

### Lieux et monuments
- Église Saint-Joseph de Rawlins

### Personnalités liées à la ville
- John J. Hickey, sénateur américain, né à Rawlins
- Mike Lansing, joueur de baseball professionnel, né à Rawlins
- Larry Wilcox, star de la série télévisée CHiPs. Né à San Diego mais a grandi à Rawlins
- Jesse Garcia, acteur qui a joué dans Quinceañera, né à Rawlins.